# Distretto di Ōpōtiki
Il distretto di Opotiki è un'autorità territoriale della Nuova Zelanda che si trova entro i confini della regione della Baia dell'Abbondanza, nell'Isola del Nord. La sede del Consiglio distrettuale si trova nella città di Opotiki.
L'economia dell'area è basata sull'agricoltura (soprattutto kiwi) e sull'allevamento delle pecore e la lavorazione del latte e della lana; ciò è dovuto anche al fatto che il territorio su cui si sviluppa il Distretto è prevalentemente montuoso e poco fertile.

## Popolazione
Il Distretto è prevalentemente rurale, con una popolazione totale di poco al di sotto dei 10.000 abitanti. La principale città è Opotiki, con 4.000 abitanti. La maggior parte degli abitanti del Distretto di Opotiki (il 54%), caso non comune in Nuova Zelanda, è di etnia Maori, mentre il 40% è di origine europea.